# Semiothisa curvifascia
Semiothisa curvifascia är en fjärilsart som beskrevs av W. Warren 1897. Semiothisa curvifascia ingår i släktet Semiothisa och familjen mätare. Inga underarter finns listade i Catalogue of Life.